# G-Punk Nation Exclusive
G-Punk Nation Exclusive – nieoficjalny album zespołu (hed) P.E wydany przez fanów w internecie. Zawiera niepublikowane i bonusowe piosenki.

## Lista utworów
1. Liberation
2. Dracula
3. Crosstown Traffic
4. Bad Dream
5. Sabbra Cadabra
6. The Meadow (Demo)
7. Set It Off (With Primer 55)
8. Kerosene (With Drown)
9. Firsty (Live)
10. Bartender (Live)
11. Epilouge